# ワンダー3
『ワンダー3』（ワンダースリー、日本国外版のタイトルは“Three Wonders”）は、1991年7月にカプコンによって開発・販売されたアーケードゲームである。
オムニバスゲームであり、一つの基板の中に以下の3本のゲームが収録されている。
- 『ルースターズ 〜チャリオットを探して〜』（アクションゲーム、日本国外版は“Midnight Wanderers - quest for the chariot”）
- 『チャリオット 〜天空への旅〜』（シューティングゲーム、日本国外版は“Chariot - Adventure through the sky”）
- 『ドンプル』（アクションパズルゲーム、日本国外版は“Don't pull”）

## ルースターズ 〜チャリオットを探して〜

### ストーリー
妖魔ガイアが世界を支配する暗黒の時代、「ルースターズ」と呼ばれその名を知られた冒険家ルーとシバは、ふとしたきっかけで空飛ぶ神器・チャリオットの封印を解くカードを手に入れた。だがその封印を解くためには、ガイアの棲む妖魔の塔の頂上から、天に向かってカードを掲げなければならない。チャリオットを手に入れるため、そして妖魔の呪いで人形と化した人々を救うため、ルースターズはガイアと一戦交えることを決意する。

### 解説
8方向レバーと2つのボタンで操作する、サイドビュー方式のアクションゲーム。主武器が数種類の飛び道具、2度ミスすると残機を1つ失う、上下左右の4方向に攻撃できるなど、『大魔界村』の流れを汲んだゲームシステムとなっており、またスライディング（衣服着用か否かで移動距離が変わる）や地形下部のぶら下がりと移動、攻撃補助のオプションなど、『ストライダー飛竜』で見られた要素も多く取り入れられている。
システム面にはこれと言って斬新な点はないが、ゲーム全体のバランスは良く取れており、初心者でも遊びやすい構成で幅広い人気を集めた。その独特の幻想的な世界観と緻密で美しいグラフィックに魅了されたファンも多く、この作品単体で第5回ゲーメスト大賞にノミネートされている。

## チャリオット 〜天空への旅〜

### ストーリー
チャリオットを巡るガイアとの戦いから幾許かの時が流れ、ルースターズの二人は平穏な日々を過ごしていた。そんなある夜、二人の住処に傷ついた妖精が舞い込んできた。妖魔ラーにより攻め滅ぼされたイシタール王国の生き残りであるという妖精は、この世の何処かにいるというチャリオットの持ち主を探し出して、囚われの身になった王女を救い出してほしいと懇願する。話を聞いたルーとシバは即座にチャリオットに乗り込み、一路イシタールへと飛び立っていった。

### 解説
『ルースターズ』の続編。8方向レバーと2つのボタンで操作する、横スクロール方式のシューティングゲーム。2種類のメインショットの他に、テイルオプションという独特のシステムが組み込まれている。自機の尾部に最大7個装備できるオプションには弾除けの効果があり、またそれを3個消費することで、強力なパワーショットを放つことができる（消費されたオプションは時間と共に回復する）。

## ドンプル

### 解説
8方向レバーと1つのボタンで操作する、トップビュー方式のアクションパズルゲーム。うさぎのドン君（2P側はりすのプル君）を操り、ステージ内に迷路状に配置されたブロックを飛ばして敵を押し潰し、全滅させるとクリアとなる。また、ハートブロックを3つ並べるとボーナスポイントが入り、現在画面上にいる敵が全滅する。『ルースターズ』&『チャリオット』とのストーリー・世界観上の繋がりはない。
上述の内容に表されるように、『ペンゴ』（1982年セガ）に非常に似通ったシステムのゲームであるが、
- 外壁がなく、代わりに一定の周期で転がる岩（触れるとミス）がある
- 爆弾ブロックで画面上の敵の動きを止めることができる
- 敵がパワーアップ（色が変わってスピードアップ）する
- 敵が配置されたブロックを飛び越える

といった点が異なる。
また本来4方向レバーで遊ぶゲームであるのだが、他の収録ゲームの関係上、8方向レバーでプレイせざるを得なかった。なお、タイトルの「ドンプル」は「Don't Pull」、つまり「引かないでください」という意味の英語が由来となっており、日本国外版のタイトルにもなっている。

## 移植
ワンダー3 アーケードギアーズ（1998年4月2日、エクシング）
エクシングエンタテイメントより、アーケードの移植の「アーケードギアーズ」のシリーズとして、PlayStationとセガサターンに移植され発売。アーケード版とは異なる部分が多い（一例を挙げると、『ルースターズ』ではジャンプの着地に硬直があり、敵の攻撃速度などがアーケードと異なり、『チャリオット』ではステージ6ボスの登場時からダメージ判定があるため何もさせずに倒せたりなど）。
Capcom Classics Collection Vol.2（日本未発売、カプコン）
北米のPlayStation 2とXboxで発売。収録ソフトの1本として、アーケード版“Three Wonders”の移植版が収録されている。日本国内では発売されていないが、Xbox版は日本の本体でも動作する。
Capcom Classics Collection Remixed（日本未発売、カプコン）
北米のPlayStation Portableで発売。上記と同様。日本国内では発売されていないが、日本の本体でも動作する。こちらの移植度は良好であり、アーケード版をクリアできるならば同感覚でプレイ可能。
カプコンファイティングコレクション（2022年6月24日、カプコン）
早期予約・購入特典としてアーケード版が無償で配布される。日本国内で初めてアーケード準拠の移植となる。
カプコンアーケード2ndスタジアム（2022年7月22日、カプコン）
購入可能ソフトの一つとして収録。

## スタッフ
ルースターズ 〜チャリオットを探して〜
- ディレクター：TESSYU（久原鉄秀）、SAISAI
- オブジェクトデザイン：YOKO-G、MINOKITI（見延浩明）、TERUKUN
- スクロールデザイン：SADAKITI（松本貞姫）、HARUTTI、NISUKO（西辻朝枝）、YAMA-CHAN
- プログラム：SAIKO YUKI、CKY
- ミュージック：T'YOMAGE（泉谷雅樹）
- スペシャルサンクス：NIN（西谷亮）、SHO（醤野貴至）
- プロデューサー：KIHAJI（岡本吉起）

チャリオット 〜天空への旅〜
- ディレクター：HATTARI、HAGGAR、SHOCHAN（醤野貴至）
- オブジェクトデザイン：KURA（倉谷栄治）、YU-SAN（山本祐介）、EFA（藤沢直紀）
- スクロールデザイン：KINTARO、MARU-CHAN、MONCHI
- プログラム：DOME（新留義博）、IKECHAN、ECCHRO!!（江城元秀）
- ミュージック：T'YOMAGE（泉谷雅樹）
- スペシャルサンクス：POO（船水紀孝）、JU-OH
- プロデューサー：KIHAJI（岡本吉起）

ドンプル
- ゲームデザイナー：UDATOSHI（宇田敏彦）
- プログラマー：KOMA CHAN
- キャラクターデザイナー：KURISAN（栗原明美）
- B.G.デザイナー：KURAMOYAN（倉本幸代）
- サウンドコンポーザー：T'YOMAGE（泉谷雅樹）
- ディレクター：KIHAJI-O（岡本吉起）

## その他
- 一部オープニングなどの画面では背景色が水平同期バックポーチ期間においてもオフにならないため、現在では一般的であるAC結合のモニターやスキャンコンバーターでは色バランスが崩れ基板故障と誤認されることがある。カプコン製筐体をはじめとした当時の大多数の筐体に使用されていたナナオ製業務用モニタでは正常に表示される。

## 関連作品
『MARVEL VS. CAPCOM CLASH OF SUPER HEROES』（1997年 カプコン）
ルー&アカビーがスペシャルパートナー（アシスト専用キャラクター）として登場。
『ガンスパイク』（2000年 彩京 / カプコン）
シバをベースにしたキャラクター「シバ・シンタロウ」が主人公として登場し、アカビーも登場。ただし名前だけを借りたほぼオリジナルのキャラクター設定になっている。